# Кронштадтская крепостная мастеровая инженерная команда
Кронштадтская крепостная мастеровая инженерная команда, с осени 1914 года, Кронштадтский крепостной рабочий батальон — формирование (команда → батальон) инженерного ведомства России, имперского периода, смуты и Советской России, для производства ремонтных работ и исполнения разных нестроевых обязанностей в крепости Кронштадт.
Старшинство, по состоянию на 1914 год, не было установлено.

## История
Команда сформирована 24 июля 1862 года как Кронштадтская крепостная мастеровая инженерная команда из существовавших в Кронштадтской крепости военно-рабочих рот № 9 и № 10.
Утверждённый штат команды на момент формирования(1862):
- один обер-офицер
- один фельдшер
- три унтер-офицера 1-го класса
- три унтер-офицера 2-го класса
- 40 мастеровых 1-го класса из нижних чинов — специалисты для производства ремонтных работ и исполнения разных нестроевых обязанностей
- 40 мастеровых 2-го класса из нижних чинов — специалисты для производства ремонтных работ и исполнения разных нестроевых обязанностей
- 58 рабочих из нижних чинов
- один писарь из нижних чинов
- один денщик из нижних чинов

К осени 1914 года для проведения оборонительных работ в Кронштадтской крепости команда развернута в Кронштадский крепостной рабочий батальон 8-ротного состава. Осенью 1914 года Кронштадтский крепостной рабочий батальон составил вместе с прочими инженерными частями Кронштадтской крепости Кронштадтскую крепостную сапёрную бригаду.
На 1 января 1917 года в соответствии с квартирным расписанием частей гарнизона Кронштадской крепости Кронштадская мастеровая инженерная команда была расквартирована: 3-я Северная команда, Северный бульвар, Кронштадт. С 1917 года упоминается как Кронштадтский рабочий батальон. После Кронштадтского мятежа 1921 года часть не упоминается

## Участие в боевых действиях
В официальных боевых действиях Кронштадтской крепостной мастеровой инженерной команде в рядах Российской Императорской Армии довелось принять крайне ограниченное участие. В 1877 году команда подготавливала Кронштадтскую крепость к отражению возможного нападения английского флота (Royal Navy) в связи с русско-турецкой войной 1877-1878 годов, но оно не состоялось. Тем не менее крепость была перевооружена новыми береговыми орудиями в кратчайшие сроки, основная нагрузка по возведению батарей лежала на Кронштадтской крепостной мастеровой инженерной команде.
В Первой Мировой войне, в период 1914 — 1917 годов, участие Кронштадтского крепостного рабочего батальона ограничилось сооружением долговременных батарей, укреплений и укрытий Кронштадтской крепости. Но ни германский флот, ни германская армия в районе Кронштадта тогда не появились.

### Кронштадтский рабочий батальон, 1917 — 1920 годов
Кронштадтский рабочий батальон участвовал в боевых действиях в Гражданской войне, отражении интервенции Антанты в 1918 — 1919 годы, приводил после мятежа в рабочее состояние форт Красная Горка. см Гражданская война на Балтийском море.

#### Состав
На 1 января 1917 года в соответствии с квартирным расписанием частей гарнизона Кронштадской крепости Кронштадский рабочий батальон состоял — расквартирование:
- Штаб батальона — Кронштадт, в каменном здании 4-й Северной казармы.
  - Команда писарей штаба батальона — Кронштадт, в каменном здании 4-й Северной казармы.
- 1-я рота — Кронштадт, в каменном здании 4-й Северной казармы.
- 2-я рота — в деревне Большие Ижоры, в 20-ти деревянных обывательских квартирах по отводу.
- 3-я рота — в деревне Старая Красная Горка близ форта Александровского в деревянных крестьянских избах по отводу.
- 4-я рота — Кронштадт, в Военной гавани два взвода в каменном строении Компрессорного отделения Александровского дока Морского ведомства и два взвода в деревянном строении при угольной будке.
- 5-я рота — на форту Николаевском, в деревянном здании — казармы Минной роты.
- 6-я рота — два взвода в Кронштадте в каменном здании 4-й Северной казармы, один взвод на ст. Спасательская в помещении Интендантского продовольственного магазина и один взвод в деревянном доме Ораниенбаумского общественного управления по Кривой улице по отводу.
- 7-я рота — один взвод в деревне Забалканское — в помещичьем здании, два взвода в деревне Кириямы и один взвод в деревне Остров — в деревянных крестьянских избах по отводу.
- 8-я рота — в деревне Черная Лахта, близ форта Алексеевского, в деревянных крестьянских избах по отводу.

## Назначение части
Задачей Кронштадтской крепостной мастеровой инженерной команды было сооружение новых и поддержание в боеспособном состоянии старых укреплений Кронштадтской крепости, в том числе часть участвовала в строительстве островных фортов. Фактически часть являлась строительной.
Так как Кронштадтская крепость была расположена по островам, часть имела в своем составе специальные самоходные суда и плавсредства

### Суда и плавсредства части
При развертывании части в рабочий батальон к осени 1914 года в часть были переданы суда Инженерного Управления Строителя Кронштадтской крепости.

## Знаки отличия части к 1914 году
Сама часть не имела знаков отличий, но суда и плавсредства, входившие в её состав, имели флаг особого образца.